# レディ・C
レディ・C（1994年11月17日 - ）は、日本の女性プロレスラー。千葉県市川市出身。スターダム所属。血液型A型。身長177cm、67kg。
独特のリングネームは「プロレスラーらしい名前でやっていきたい」という本人の希望から、ロッシー小川が命名したもの。

## 経歴
スターダム主催のワークショップ出身。もともと服作りやデザインをする職業を目指していたため、女子大学の服飾科を卒業。スターダム入門以前は中学・高校の家庭科教師だった。
2020年
- およそ1年間の練習生を経て、10月3日にプロテスト合格。
- 11月14日、後楽園ホール大会『KORAKUEN NEW LANDSCAPE 2020』にて、飯田沙耶相手にデビュー（逆エビ固めで飯田沙耶が勝利）。

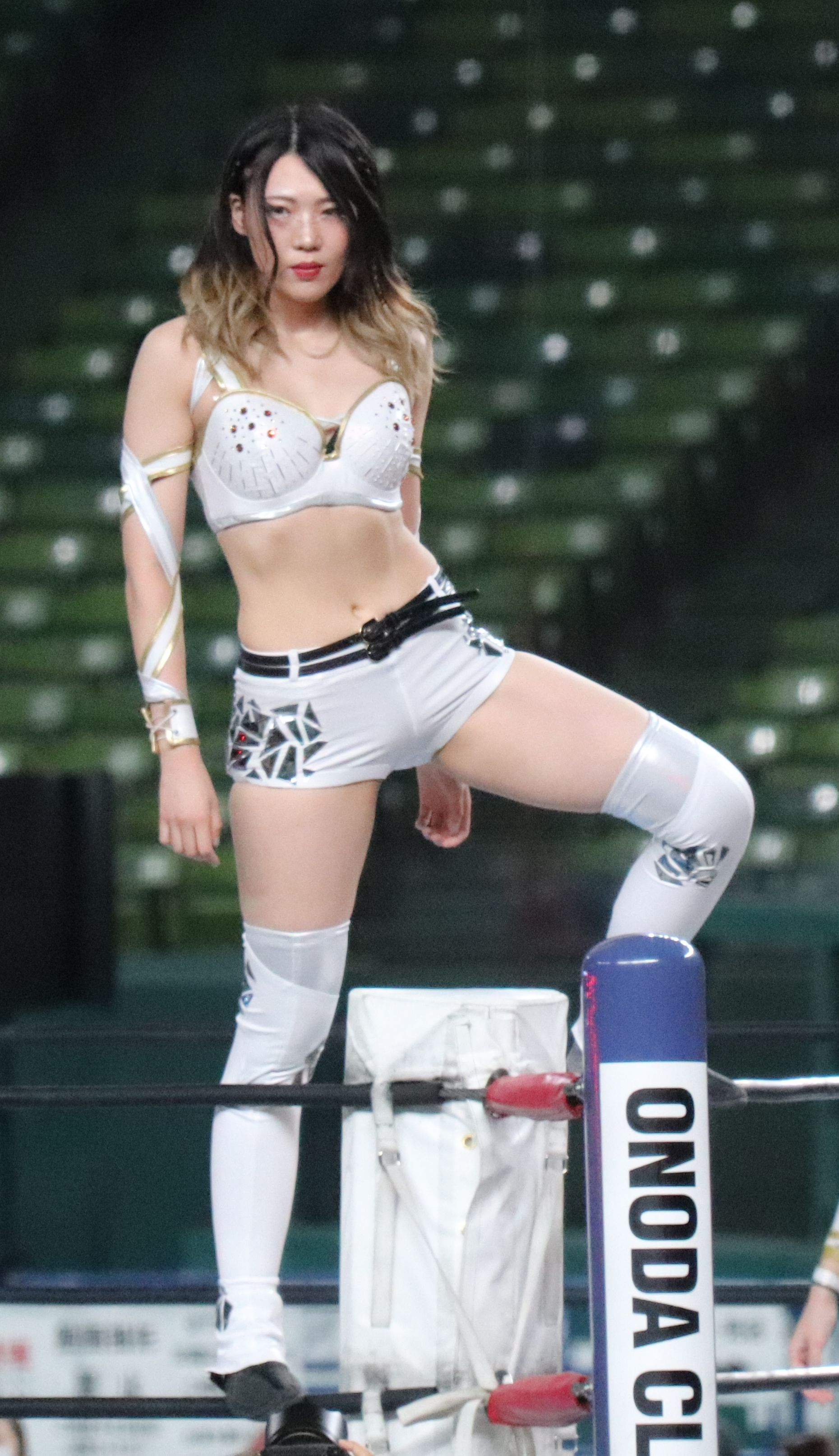
2021年
- 9月4日、新日本プロレス・メットライフドーム大会の第0試合に出場（舞華、レディ・C対渡辺桃、上谷沙弥）。
- 9月20日、後楽園ホール大会で月山和香をジャイアント・バックブリーカーで破り初勝利を挙げる。

2022年
- 1月3日、東京・ベルサール新宿グランド大会の第3試合終了後、Queen's Questの救援に駆けつけ、林下詩美から勧誘を受けQQへ加入。
- 6月からSTARDOM 5★STAR GP本戦への出場を賭けた出場権争奪リーグ戦へ参加。デビュー戦の相手である飯田沙耶をジャイアント・バックブリーカーで下すも1勝2敗1分の成績で出場を逃す。
- 6月15日、小橋建太プロデュース興行「Future Dream 7」へ出場。スターダム提供試合としてひめかとシングルで対戦した[5]。
- 10月23日より開催された、タッグリーグ「GODDESSES OF STARDOM 2022」へ、桜井まい（ドンナ・デル・モンド）との越境タッグ「マイ・フェア・レディ」として参戦[6]。当初は試合中に口論するなどしたが[7]、最終的に息の合った連携技を見せた。しかし、勝ち星を挙げることなくリーグ戦を終えている[8]。

2023年
- 1月3日より開催の、6人タッグによるリーグ戦「TRIANGLE DERBY I」に、舞華・ひめかタッグに加わる形で再びDDMとの越境タッグを結成[9]。しかしリーグ戦なかばに、ひめかが引退を発表。その直後の最終戦では試合後に涙を流し[10]、仲間の引退を悲しんだ。なお、リーグ戦は開幕戦で勝利したものの[11]、2勝に留まった[10]。
- 6月2日、フューチャー・オブ・スターダム王座への最後の挑戦に臨むも吏南の前に敗れた[12]。

2024年
- 6月22日、大江戸隊との「最終敗者以外4人ユニット追放イリミネーションマッチ」に敗れたため、QQを去ることとなった[13]。
- 7月23日、朱里＆小波vs渡辺桃＆テクラのゴッデス・オブ・スターダム選手権の試合後にGod's Eye加入を表明。8月4日、正式に加入[14]。

## 人物
- HANAKOに抜かれるまで（2023年3月）、日本における現役女子プロレスラー最長身であった[15]。
- 教師時代、仕事で悩んだときに励ましてくれた同僚の女性教師によってプロレスの存在を意識する。予備知識はほぼ無かったが、ある日思い立って後楽園ホールへ足を運び、当日券を購入し新日本プロレスを観戦。格闘技はおろかスポーツとも無縁だった彼女は試合の迫力に衝撃を受けた[16][2]。当時は女子プロレスの存在を知らなかったが[2]、スターダムのワークショップを見つけ、プロレスへの興味に突き動かされる形で[16]、教師の仕事と並行し道場へ通う[17]。プロレスラーになりたい気持ちが抑えられなくなったが、安定した教師の職をやめることを家族は大反対し、学校の同僚たちは非現実的だとした[16]。最終的に両親の前で土下座し「3年して芽が出なかったら教員に戻る」の約束で許諾を得た[17]。
- もともとスポーツに興味がなく運動神経も悪かったとのこと[16]。ボールに触れるたびに突き指するほど球技は苦手で[2]、これといった運動経験はほぼなかった[18]。中学生時代は剣道部で活躍したが「背の高さで勝てただけ」と語っている[16]。
- 大学生時代は、慶應義塾大学公認の学生団体お笑い道場『O-keis』でスタッフを務めた[19]。
- 大学の服飾科などで学んだ経験から、コスチュームを自身がデザインし、一からすべて手作りしたことがある[17]。
- デビュー戦と同日にスターダムへ初登場したウナギ・サヤカと仲が良い。

## 得意技

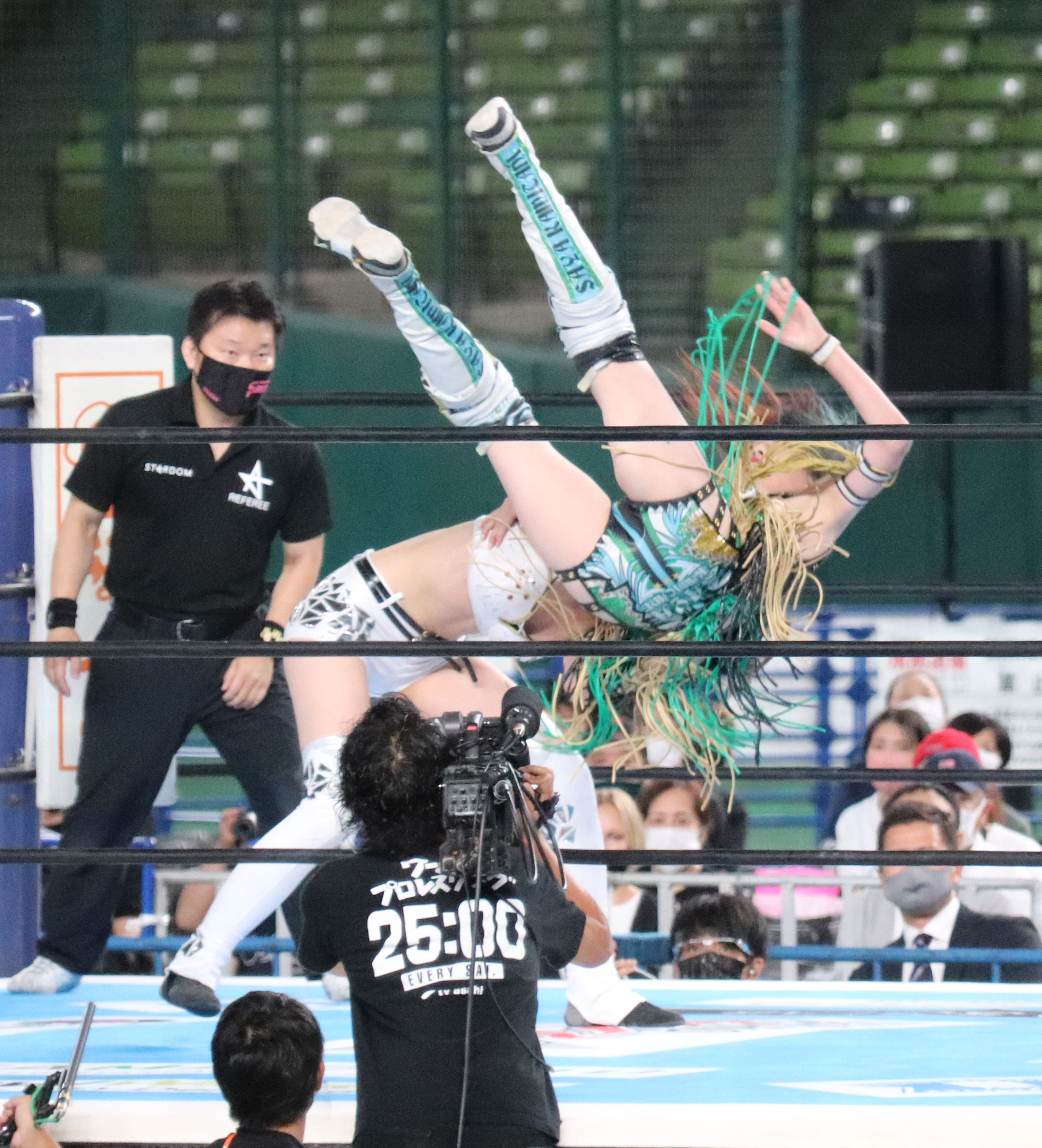
チョークスラム
レディ式俺が田上I'm Ready
田上明の俺が田上から命名。
河津落とし
椰子の実割り
脳天唐竹割り
ビッグブーツ
ジャイアントスイング
ランニング・ネックブリーカー・ドロップ
コブラツイスト
ジャイアント・バックブリーカー
C-MOON
リバース・オクラホマ・スタンピード

## 入場テーマ
- Big GUN / DJ-Shu

## 出演

### テレビ番組
- ゼロイチ（2021年9月4日、日本テレビ）「1時間だけ高級ホテル」にウナギ・サヤカと共に登場
- 週末ライブ キモイリ!（2021年9月25日、KBS京都）
- デカ盛りハンター（2022年10月14日、テレビ東京）
- 有吉クイズ（2024年3月31日、テレビ朝日）
- こどもディレクター（2024年12月4日、中京テレビ/日本テレビ系列）